# 二氫去氧嗎啡
二氫去氧嗎啡（dihydrodesoxymorphine，簡寫Desomorphine，商標名Permonid），俗名鱷魚（krokodil），是嗎啡的衍生物，擁有快速而強效的類鴉片藥物的鎮靜、止痛效果。 該藥物在1932年首次合成，並在1934年取得專利。在瑞士，二氫去氧嗎啡以Permonid的商標名販售，當時被描述為嗎啡的優良替代品，相比之下開始作用的時間快速，作用期間短暫，而噁心與呼吸抑制等副作用皆較為輕微。在等劑量下的作用強度是嗎啡的8~10倍。

## 用途

### 醫學用途
二氫去氧嗎啡曾經在瑞士與俄羅斯作為舒緩嚴重疼痛的止痛藥出售，當時的商品名為Permonid。

### 娛樂用途
二氫去氧嗎啡在2010年開始重獲國際媒體的注目，當時在俄羅斯非法合成這項藥物的數目遽增，可能是因為它能利用可待因來相對簡單的合成出來的關係，而可待因是非處方藥，在藥局能簡單購入。在2003年的西伯利亞，私製的二氫去氧嗎啡第一次被查獲，當時俄羅斯官方正在追查一件重大的海洛因製造及走私案。從那時開始，自製的二氫去氧嗎啡橫掃了俄羅斯及前蘇聯加盟國等地。
該藥物可用類似從偽麻黃鹼製造甲基安非他命的程序合成，而所需的可待因及碘能從藥局所售的非處方箋藥物取得，磷則能從火柴盒上的點火片獲得。這樣產出的二氫去氧嗎啡就像類似過程產生的甲基安非他命一樣，被過程中的多種毒性化學物質所污染。俄羅斯口語上的自製二氫去氧嗎啡稱作鱷魚（Krokodil），可能是藥物前驅物α-chlorocodide的諧音，或是因為吸食者皮膚的潰爛、類似鱷魚的外表而得名。由於海洛因不易取得，而二氫去氧嗎啡的合成相對簡便，造成該毒品的施用人數持續增加。在2012年，俄羅斯當局對於含可待因藥物的販售頒布了新限制，部分打擊了二氫去氧嗎啡在俄羅斯的施用。施用該毒品的人數在俄羅斯約有100,000人，在鄰國烏克蘭也有約20,000人。在波蘭的一例毒品過量死亡案例，據信也與二氫去氧嗎啡的使用有關，並且經過了數位前俄羅斯公民的證實。

## 副作用

### 毒性
非法生產的二氫去氧嗎啡通常使用汽油、火柴、硫酸等便宜材料成，合成後常常未去除合成過程中的大量有毒物質如碘、磷等，pH 值甚至常常可以低到 3 左右。直接注射這樣的藥物會直接傷害身體組織，如皮膚、血管、骨頭、肌肉等，長期施用的人可能面臨截肢的命運。使用藥物經常造成施用者感染壞死性筋膜炎，而大規模的組織壞死、感染，也使得該藥物獲得了殭屍藥(flesh-eating drug)的別名，但值得注意的是，該藥物本身並不會造成如此的傷害。施打毒品常見的副作用包括了壞疽、靜脈炎、血栓、肺炎、腦膜炎、敗血症、骨髓炎、肝腎損傷、腦損傷、及愛滋病感染等。施打者若沒有正確將藥物注入靜脈的話，注射處會形成膿瘍，最終導致該處組織壞死。動物試驗表明了相對於嗎啡而言，二氫去氧嗎啡擁有較高的毒性，較高的鎮痛能力，同時造成更嚴重的抑鬱，更積極的消化作用，也抑制了組織的厭氧呼吸作用。

## 外部連結
- 维基共享资源上的相關多媒體資源：二氫去氧嗎啡